# Clásica de Almería 2020
La Clásica de Almería 2020, trentacinquesima edizione della corsa e valevole quinta prova dell'UCI ProSeries 2020 categoria 1.Pro, si svolse il 16 febbraio 2020 su un percorso di 187,6 km, con partenza e arrivo a Roquetas de Mar, in Spagna. La vittoria fu appannaggio del tedesco Pascal Ackermann, che completò il percorso in 4h24'04", alla media di 42,624 km/h, precedendo il norvegese Alexander Kristoff e l'italiano Elia Viviani.
Sul traguardo di Roquetas de Mar 120 ciclisti, su 138 partiti dalla medesima località, portarono a termine la competizione.

## Squadre e corridori partecipanti
| N.    | Cod. | Squadra                  |
| ----- | ---- | ------------------------ |
| 1-7   | BOH  | Bora-Hansgrohe           |
| 11-17 | ISN  | Israel Start-Up Nation   |
| 21-27 | MTS  | Mitchelton-Scott         |
| 31-37 | MOV  | Movistar Team            |
| 41-47 | SVB  | Sport Vlaanderen-Baloise |
| 51-57 | CWG  | Circus-Wanty Gobert      |
| 61-67 | COF  | Cofidis                  |
| 71-77 | AST  | Astana Pro Team          |
| 81-87 | GAZ  | Gazprom-RusVelo          |
| 91-97 | FOR  | Fundación-Orbea          |

| N.      | Cod. | Squadra                     |
| ------- | ---- | --------------------------- |
| 101-107 | UAD  | UAE Team Emirates           |
| 111-117 | BBH  | Burgos-BH                   |
| 121-126 | ALM  | AG2R La Mondiale            |
| 131-137 | VCB  | B&B Hotels-Vital Concept    |
| 141-147 | CJR  | Caja Rural-Seguros RGA      |
| 151-157 | ARK  | Team Arkéa-Samsic           |
| 161-167 | KPH  | Kern Pharma                 |
| 171-177 | RIW  | Riwal Readynez Cycling Team |
| 181-187 | KTX  | Kometa Xstra Cycling Team   |
| 191-197 | WVA  | Bingoal-Wallonie Bruxelles  |

## Ordine d'arrivo (Top 10)
| Pos. | Corridore          | Squadra    | Tempo    |
| ---- | ------------------ | ---------- | -------- |
| 1    | Pascal Ackermann   | Bora       | 4h24'04" |
| 2    | Alexander Kristoff | UAE        | s.t.     |
| 3    | Elia Viviani       | Cofidis    | s.t.     |
| 4    | Danny van Poppel   | Circus     | s.t.     |
| 5    | Luka Mezgec        | Mitchelton | s.t.     |
| 6    | Amaury Capiot      | Sport Vl.  | s.t.     |
| 7    | Clément Venturini  | AG2R       | s.t.     |
| 8    | Rudy Barbier       | Israel     | s.t.     |
| 9    | Juan José Lobato   | Fundación  | s.t.     |
| 10   | Thomas Boudat      | Arkéa      | s.t.     |